# Abdulaziz Al Sulaiti
Abdulaziz Al Sulaiti (Qatar, 11 giugno 1988) è un calciatore qatariota, centrocampista dell'Al-Arabi Sports Club.